# 科尔多维利亚德拉卡拉
科尔多维利亚德拉卡拉，是西班牙埃斯特雷马杜拉巴达霍斯省的一个市镇。总面积37平方公里，总人口1026人（2001年），人口密度28人/平方公里。